# León Ichaso
León Rodríguez Ichaso (La Habana, 3 de agosto de 1948-Santa Mónica, 21 de mayo de 2023) fue un guionista y director de cine estadounidense de origen cubano.

## Biografía
Leon Ichaso nació en La Habana, el 3 de agosto de 1948. En 1963, con 14 años, emigró junto a su madre y su hermana a México para radicarse más tarde en los Estados Unidos. Su padre, el escritor y poeta Justo Rodríguez Santos, permaneció en La Habana para apoyar a la revolución y en 1968, perseguido por las autoridades castristas, logró que se le permitiera abandonar el país y emigró hacia los Estados Unidos para reunirse con su familia. Gracias a su padre, Ichaso supo tener conocimientos de cine y televisión desde temprana edad, aunque su formación como cineasta la forjó en el exilio.

## Carrera profesional
La primera película que dirigió Leon Ichaso (codirigida junto a Orlando Jiménez Leal), fue el largometraje «El Súper» (1979), basado en una obra de teatro off-Broadway, que narra la historia de Roberto, un cubano que a finales de los sesenta decide emigrar a los Estados Unidos con su mujer e hija, y que tras diez años de exilio, se desempeña como superintendente de un edificio de Nueva York.
Estrenada en 1985, su segunda producción, «Crossover Dreams», relata la historia de un cantante de salsa que, en su camino a la cima, fastidia a todos quienes le rodean; cuando su último disco fracasa, su carrera empieza a decaer. Tanto el rol protagónico como la banda sonora estuvo a cargo del músico Rubén Blades.
Ichaso trabajó también narrando historias en series de acción en televisión tales como Miami Vice: División Miami, Historia del Crimen, El justiciero, y películas para televisión como «A Table at Ciro's» (1987), «The Take» (1990), «The Fear Inside» (1992) y «A Kiss to Die For» (1993). Más tarde, dirigió Sugar Hill (1994), protagonizada por Wesley Snipes, que relata la historia de una guerra entre bandas callejeras que controlan el tráfico de drogas en Harlem.
En 1996 dirigió «Azúcar Amarga», película cubana que narra la historia de dos jóvenes cubanos que se enamoran a pesar de sus diferentes opiniones respecto al régimen castrista.
Durante los siguientes años, Ichaso trabajó en varias películas para televisión, algunas de las cuales fueron adaptaciones de obras de teatro tales como «Zooman» (1995), que trata sobre una familia que se enfrenta al asesinato de una niña, y «Execution of Justice» (1999), sobre el asesinato de Harvey Milk, el primer supervisor de la ciudad abiertamente homosexual en San Francisco, quien fue asesinado junto con el alcalde George Moscone en noviembre de 1978.
Posteriormente, Ichaso dirigió diferentes películas biográficas para televisión, «Ali: An American Hero» (2000) y «Hendrix» (2000). Más tarde escribió y dirigió «Piñero» (2001), sobre la turbulenta vida y la autodestrucción del poeta y dramaturgo puertorriqueño Miguel Piñero.
En 2004, Ichaso comenzó a trabajar en el guion de la biografía del cantante de salsa Héctor Lavoe. La película, titulada «El cantante», fue filmada en 2006 y protagonizada por Jennifer López y Marc Anthony. En 2007, dijo Anthony al Times: 

En las películas de Ichaso, “casi se puede oler el ambiente de las habitaciones donde están los actores. Sabe cómo crear una película de época; tiene conocimiento de las calles, de la dimensión humana y de la poesía de todo ello. Ichaso capta la esencia de nuestra gente, de nuestros barrios”.

Su última producción, «Paraíso», fue filmada en 2008 en Miami. Considerada la tercera película de su trilogía sobre la experiencia del exilio cubano después de «El Súper» y «Azúcar amarga», se estrenó durante el Festival Internacional de Cine de Miami en marzo de 2009.

## Muerte
León Ichaso falleció el 21 de mayo de 2023, a los 74 años, víctima de un infarto.

## Premios y distinciones
- 2002 Premio en La Berlinale, por el filme Piñero [12]
- 2015 Premio «Spirit of Queens», Queens World Film Festival.[13]

## Filmografía
- 1979 El Súper (largometraje - producción, guion y dirección)
- 1980 Saturday Night Live - Pepe González (serie de TV - guion y dirección)
- 1980-1981 Saturday Night Live (serie de TV - 2 episodios)
- 1981 Ángeles gordos (largometraje - producción asociada y guion)
- 1985 Crossover Dreams (guion y dirección)
- 1986 Historia del Crimen (serie de TV - 5 episodios)
- 1987 El justiciero (serie de TV - 1 episodio)
- 1987 Tales from the Hollywood Hills: A Table at Ciro's (película de TV)
- 1986-1988 Miami Vice: División Miami (serie de TV - dirección de 5 episodios - guion de 1 episodio)
- 1990 La última apuesta (película de TV)
- 1991 Veronica Clare (serie de TV - 1 episodio)
- 1992 Pánico tras la puerta (película de TV)
- 1993 Sugar Hill (largometraje)
- 1993 Ojos de alcoba (película de TV)
- 1995 Zooman (película de TV)
- 1996 Azúcar amarga (largometraje - producción, dirección y guion)
- 1998 Escapar del edén (película de TV)
- 1998 Sins of the City (serie de TV - 3 episodios)
- 1999 Ejecución de la justicia (película de TV)
- 2000 Ali: An American Hero (película de TV)
- 2000 Hendrix (película de TV)
- 2001 Piñero (largometraje - dirección y guion)
- 2004 The Division (serie de TV - 1 episodio)
- 2004 El instructor (serie de TV - 1 episodio)
- 2005 Saturday Night Live: The Best of David Spade (especial de tv)
- 2005 Sleeper Cell (serie de TV - 1 episodio)
- 2006 El cantante (largometraje - dirección y guion)
- 2007 Cane (serie de TV - 1 episodio)
- 2007-2008 Médium (serie de TV - 2 episodios)
- 2009 Paraíso (largometraje - dirección y guion)
- 2008-2009 The Cleaner (serie de TV - 5 episodios)
- 2010 Persons Unknown (serie de TV - 1 episodio)
- 2012 Encarcelada. La historia de Sandra Chase (película de TV)
- 2017 Mentes criminales: Sin fronteras (serie de TV - 1 episodio)
- 2018 Chicago Med (serie de TV - 1 episodio)
- 2017-2018 Mentes criminales (serie de TV - 2 episodios)
- 2019 Prodigal Son (serie de TV - 1 episodio)
- 2019-2021 Queen of the South (serie de TV - 2 episodios)